# Michael Lübbersmann
Michael Lübbersmann (* 12. August 1961 in Osnabrück) ist ein deutscher Verwaltungsjurist und ehemaliger Politiker (CDU).

## Leben
Michael Lübbersmann wuchs auf einem Hof in Belm-Icker auf und besuchte die Grundschule in Icker. Anschließend besuchte er das Gymnasium Carolinum in Osnabrück, wo er auch das Abitur ablegte. Nach dem Wehrdienst studierte Lübbersmann Rechtswissenschaften an der Universität Osnabrück. Dort legte er das erste und zweite Staatsexamen und die Promotion ab.
1992 begann Lübbersmann seine Karriere als Verwaltungsjurist beim Landkreis Osnabrück. Dort war er Referent des Oberkreisdirektors und später Leiter des Fachdienstes Planen und Bauen. 2001 wurde er zum Bürgermeister der Samtgemeinde Bersenbrück gewählt. 2006 wurde er in diesem Amt wiedergewählt. Im Jahr 2011 wurde er mit 41,26 % zum Landrat des Landkreises Osnabrück gewählt. In der Wahl 2019 unterlag er mit 47,76 % in der Stichwahl Anna Kebschull (Bündnis 90/Die Grünen), nachdem er im ersten Wahlgang noch mit 43,39 % die meisten Stimmen erhalten hatte.
Lübbersmann ist katholisch, seit 1997 verheiratet und hat einen Sohn und wohnt in Belm.